# 宫内军家内官
宫内军家内官（羅馬化：domestikos tōn scholōn）是拜占庭帝国的一个高级军事职务，存在于8-14世纪。最初，这个职务只是帝国禁卫军“塔格玛（τάγμα）”中的一支精锐部队“宫内军（Σχολαί）”的指挥官，后来其地位迅速上升，至9世纪中期，其持有者实际担任拜占庭军队的总司令。12世纪，该官职的地位下降，其总司令职能被“大家内官（μέγας δομέστικος）”取代，在巴列奥略王朝时期（13-15世纪）则成为一个中等级别的纯荣誉头衔。

## 历史
宣信者狄奥法内斯的《编年史》在767年首次提及“宫内军家内官”，它出现于驻扎君士坦丁堡及周边的精锐骑兵部队“塔格玛（τάγμα）”创立后不久。“塔格玛”的各支部队的指挥官被称为“家内官（δομέστικοι）”，区分于领导地方军区的“将军（στρατηγός）”；“宫内军（Σχολαί）”则是“塔格玛”中最高级的一支部队，其名称源自君士坦丁大帝（306-337年在位）创立的，由“政务总长”（Magister officiorum）指挥的禁卫军“宫内军（Scholae Palatinae）”。学者J·B·柏里指出，《复活节编年史》曾于624年提及某位阿尼阿诺斯（Anianos）担任“总长家内官（δομέστικος τῶν μάγιστρου）”，这个官职可能是“宫内军家内官”的前身，随着“政务总长”在7-8世纪逐渐失去了原本的功能，“家内官（δομέστικοι）”逐渐成为独立的官职。899年的《宴会序次》列出了“宫内军家内官”的属官，包括两名副官（τοποτηρητής）、秘书（χαρτουλάριος）、首席信使（πρόξιμος）与一般的信使（μανδάτορες）以及“宫内军”的各级军官。

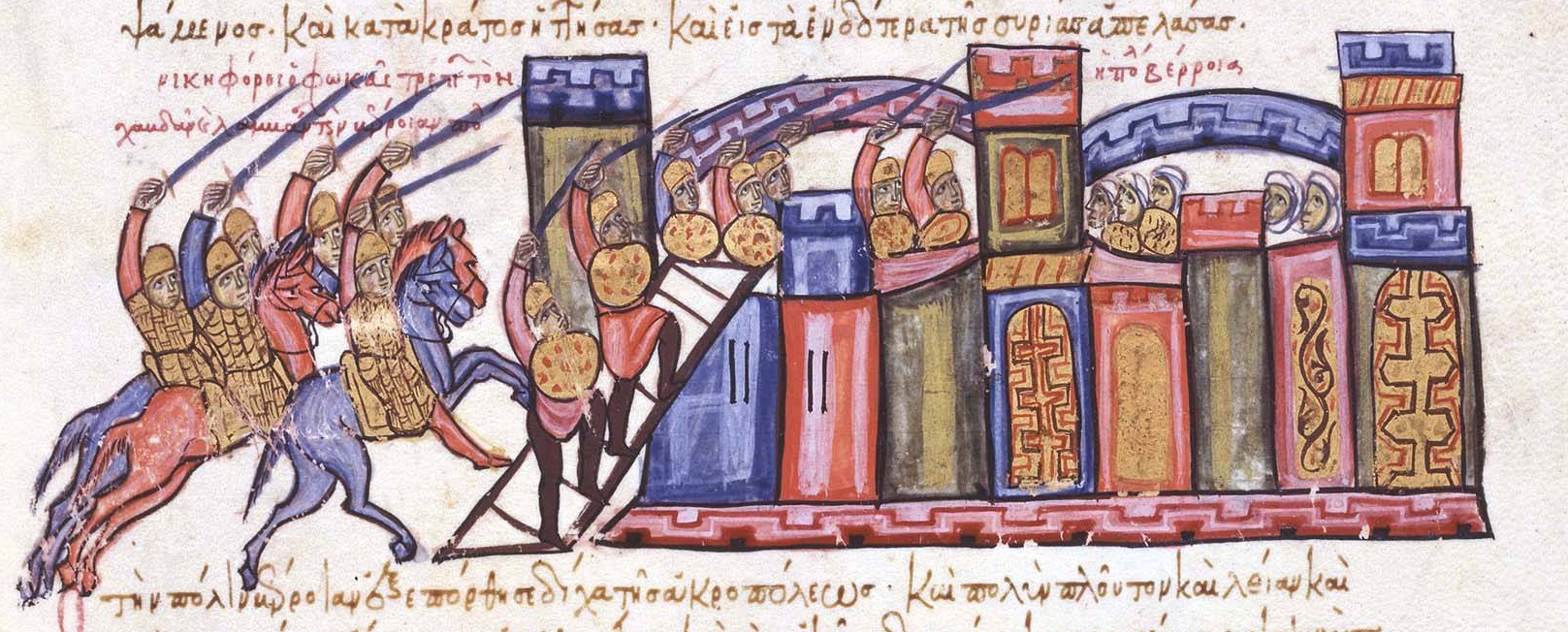
962年“宫内军家内官”尼基弗罗斯·福卡斯率军夺取阿勒颇

9世纪，“宫内军家内官”的重要度上升，皇帝不亲自指挥时常被任命为军队总司令，不过这还未成为定例，能否得到指挥权取决于时任者的能力，也有其他等级的军官被授予最高指挥权。这个时期的史料在称呼这一官职时经常简称“家内官”，这也体现了其地位的上升，同时，这一职务也经常由与皇帝关系密切的人物担任。自米海尔三世（842-867年在位）之后，该官职在所有军事官职中等级排行第二，仅次于安纳托利亚军区将军，并在实际生活中很快超过了后者，尼基弗罗斯·福卡斯与约翰·齐米斯克斯都是从安纳托利亚将军升任“宫内军家内官”，成为其见证。
罗曼诺斯二世（955-963年在位）在位期间，该官职被一分为二，分为“西方家内官（δομέστικος τῆς δύσεως）”与“东方家内官（δομέστικος τῆς ἀνατολῆς）”，分别负责欧洲和亚洲的军队。实际指挥“宫内军”的任务则交给它的副官（τοποτηρητής），但似乎在同一时间有多人担任“副官”。任命“家内官”的仪式在君士坦丁七世的《典仪论》（II.3）有记载，这部著作也记载了其担任者在典礼中的职责。
除了一些例外，如任职长达22年的约翰·库尔库阿斯以及政权不稳定时的快速更换，“宫内军家内官”一般三四年更换一次。10世纪，著名军事世家福卡斯家族曾有六人先后担任这一职务。多位皇帝担心军事世家的权势过大，有时将这一权力巨大的官职授予非军官出身的宫廷官员，包括宦官，尤其是在11世纪上半叶，直到后来军事世家夺回了他们的权威；由于宦官法律上不能担任这一职务，皇帝还新创立了宦官可以担任的官职“军营总管（στρατοπεδάρχης）”，实际行使的是“宫内军家内官”的权力。

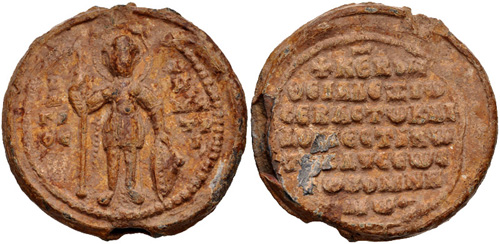
阿莱克修斯·科穆宁的“西方大家内官”印

10-11世纪，这一官职的衍生官职“大家内官（μέγας δομέστικος）”偶尔出现，有时也以“大宫内军家内官（μέγας δομέστικος τῶν σχολῶν）”和“大西方/东方家内官”的形式出现，这些名称都指的是同一官职。学者鲁道夫·吉扬认为，这可能是由于12世纪的史家在记叙历史时犯了时代错置的错误，把后来形成的“大家内官”官职安到了前人头上；或是这一头衔前面的“大（μέγας）”仅是一种表示尊崇的前缀，这一时期的“哨兵军家内官（δομέστικος τῶν ἐξκουβίτων）”、"警卫队分队长（δρουγγάριος τῆς βίγλης）"等官职也有在前面加“大”的现象；他认为“大家内官”直到阿莱克修斯一世（1081-1118年在位）时期才成为一个独立的官职，高于一般的“宫内军家内官”，并取代后者的军队总司令地位。但这一新官职并没有不间断授予，而且原本“宫内军家内官”的东部、西部习惯划分在12世纪似乎也沿用于这一官职，使得“大家内官”的职责和其与“宫内军家内官”的关系显得有些混乱。不过到了13世纪，两者之间的区分变得明显：“大家内官”是军队总司令，也是帝国等级最高的官职之一，而“宫内军家内官”此时则只是个没有实际职责的荣誉官职，被赐给地方官或中级官员。14世纪伪科迪诺斯的《官职书》中写道：“宫内军家内官曾有类似于现在的大家内官的属官，但现在没有任何属官”。
伪科迪诺斯《官职书》记载“宫内军家内官”在官职等级序列中排行第31，低于“机密员（μυστικός）”，高于“舰队大长官（μέγας δρουγγάριος τοῦ στόλου）”，其宫廷朝服包括金色锦缎帽子（σκιάδιον）、素色丝绸长袍（卡巴迪翁）、顶部、中部有球形装饰的银权杖。在典礼、节庆场合，他要戴柠檬色丝绸制成的、饰有金线刺绣的圆顶帽（σκανανίκιον），帽子前面有皇帝坐宝座的肖像、后面有皇帝骑马的肖像。

## 已知的担任者
| 名字                                                  | 任期                          | 任命者                                 | 注释 | 来源                 |
| ----------------------------------------------------- | ----------------------------- | -------------------------------------- | --- | -------------------- |
| 安东尼欧斯（Ἀντώνιος）                                | 约767 – 约780年               | 君士坦丁五世                           | 荣誉等级为“贵族（πατρίκιος）”，坚定的圣像破坏派，君士坦丁五世的亲密助手，一直任职到伊琳娜摄政时期。 | [ 28 ]               |
| 巴尔达内欧斯（Βαρδάνηος）                             | 约795/796年                   | 伊琳娜                                 | 荣誉等级为“贵族”，可能就是巴尔达内斯·突尔科斯。 | [ 29 ]               |
| 彼得                                                  | 约797 – 802年                 | 伊琳娜或尼基弗罗斯一世                 | 是一名“贵族”之子，自己也获封“贵族”。他被伊琳娜（也有观点认为是尼基弗罗斯一世）任命为“宫内军家内官”，并在尼基弗罗斯一世时期转任“有能者”部队的长官。他在普利斯卡战役中被俘，之后出家为僧，后被教会封为圣人，彼得可能不是他的俗名。               | [ 29 ] [ 30 ] [ 31 ] |
| 尼基塔斯·特里菲利欧斯                                 | 约797 – 803年                 | 伊琳娜                                 | 荣誉等级为“贵族”，他是权宦埃提欧斯的支持者，后来又支持尼基弗罗斯一世夺权，不久后死去，可能是被后者下令毒死的。 | [ 29 ] [ 30 ]        |
| 斯特法诺斯（Στέφανος）                                | 约811年                       | 尼基弗罗斯一世                         | 荣誉等级为“贵族” ，在普利斯卡战役中死里逃生，后半强迫地请求斯陶拉基奥斯继位。 | [ 29 ] [ 30 ]        |
| 佚名                                                  | 约813年                       | 米海尔一世                             | 韦尔西尼基亚战役后，《无名纪事》提及了一位“大家内官”，可能指的就是“宫内军家内官” | [ 30 ]               |
| 亚美尼亚人曼努埃尔                                    | 829–858年?                    | 狄奥斐卢斯                             | 从阿拉伯人处返回后得到了“宫内军家内官”之职，荣誉等级被提升为“总长（μάγιστρος）”。一些史料称他在838年的安曾战役后死亡，也有史料称他一直活到米海尔三世时期并担任摄政。                                                                           | [ 30 ] [ 32 ] [ 33 ] |
| 巴尔达斯                                              | 858–861/2年                   | 米海尔三世                             | 米海尔三世的舅舅，推翻执政太后狄奥多拉后被任命为“宫内军家内官”，并被提升为“总长”，最终被提升为“凯撒（Καῖσαρ）”，实际担任摄政。 | [ 34 ] [ 35 ]        |
| 安提戈诺斯（Ἀντίγονος）                               | 861/2年 865–866年             | 米海尔三世                             | 巴尔达斯之子，年仅九岁或十岁就被荣誉性地授予“宫内军家内官”衔，并在叔叔佩特罗纳斯退休后实际担任此职，父亲被刺杀后被解职。 | [ 36 ] [ 37 ]        |
| 佩特罗纳斯                                            | 863–865年                     | 米海尔三世                             | 米海尔三世的舅舅，巴尔达斯的兄弟，在拉拉卡翁托斯战役中战胜阿拉伯人后被任命为“宫内军家内官”并升为“总长”，不久之后退休并进入修道院。 | [ 34 ] [ 35 ]        |
| 马里阿诺斯（Μάριαος）                                 | 约867年                       | 巴西尔一世                             | 巴西尔一世的兄弟，参与刺杀米海尔三世，不久后去世，他在圣欧菲米阿修道院的坟墓和他的官印证明他曾担任“宫内军家内官”。 | [ 36 ] [ 38 ]        |
| 克里斯托弗尔                                          | 872年                         | 巴西尔一世                             | 巴西尔一世的女婿，荣誉等级为“总长”，曾率领拜占庭军在巴蒂斯·里亚克斯战役中击败保禄派军队。 | [ 36 ] [ 39 ]        |
| 斯基泰人安德鲁                                        | 约877 – 883年 884 – 887/888年 | 巴西尔一世                             | 可能是斯拉夫人/罗斯人，在与阿拉伯人的战争中被任命为“宫内军家内官”，荣誉等级先后升至“贵族”、“总长”，后因宫廷阴谋被解职，并在他的继任者战败后官复原职，直至887/888年去世。                                                                       | [ 40 ] [ 41 ] [ 42 ] |
| 凯斯塔·斯提皮欧特斯                                   | 883/884年                     | 巴西尔一世                             | 可能是什蒂普人，上任不久就在塔尔苏斯附近被亚扎曼·哈迪姆打败，可能阵亡。 | [ 43 ] [ 42 ]        |
| 老尼基弗罗斯·福卡斯                                   | 887/8 – 893/4年               | 利奥六世                               | 在南意大利的战争中成名，在斯基泰人安德鲁死后继任“宫内军家内官”，第一个担任此职的福卡斯家族成员。 | [ 43 ] [ 44 ] [ 45 ] |
| 利奥·卡塔卡隆（λέων Κατακαλών）                       | 893/4 – 900年代               | 利奥六世                               | 宫殿卫队的指挥官，牧首佛提乌的亲戚，带领拜占庭军在东、西两面作战，虽在保加罗菲格战役中遭遇惨败，但得以继续任职。 | [ 46 ] [ 47 ] [ 48 ] |
| 安德洛尼卡·杜卡斯                                     | 约904–906年                   | 利奥六世                               | 904年在日耳曼尼基亚战胜阿拉伯人之前或之后被任命为“宫内军家内官”，后因宫廷斗争被解职并逃亡阿拉伯人处。 | [ 49 ] [ 50 ] [ 51 ] |
| 格雷戈拉斯·伊比利采斯                                 | 约907/8年                     | 利奥六世                               | 安德洛尼卡·杜卡斯的亲家，参与913年君士坦丁·杜卡斯的叛乱。 | [ 48 ] [ 50 ]        |
| 君士坦丁·杜卡斯                                       | 约913年                       | 利奥六世                               | 安德洛尼卡一世之子，913年在“宫内军家内官”任上发动叛乱，反对利奥六世的幼子君士坦丁七世，但战败被杀。 | [ 46 ] [ 49 ] [ 52 ] |
| 老利奥·福卡斯                                         | 第一任任期未知 约916 – 919    | 利奥六世、君士坦丁七世                 | 老尼基弗罗斯·福卡斯之子，曾在利奥六世时期被任命为“宫内军家内官”，后又被君士坦丁七世的摄政太后佐伊·卡尔波诺皮斯娜任命，并提升为“总长”。后来他在权力斗争中失败并被解职。                                                                         | [ 53 ] [ 54 ]        |
| 约翰·加里达斯                                         | 919年                         | 君士坦丁七世                           | 伙友兵团 (拜占庭)的军官，919年取代了老利奥·福卡斯。 | [ 54 ] [ 55 ]        |
| 阿德拉莱斯托斯                                        | 约920/1年                     | 罗曼诺斯一世                           | 在罗曼诺斯一世上台后被任命，不久去世。 | [ 54 ] [ 55 ]        |
| 波托斯·阿尔吉罗斯                                     | 920/1–922年                   | 罗曼诺斯一世                           | 在前任死后不久接任，参与了失败的佩盖战役（922年），可能因此被解职。 | [ 55 ] [ 56 ]        |
| 利奥·阿尔吉罗斯                                       | 未知，可能是922年             | 罗曼诺斯一世 (?)                       | 波托斯·阿尔吉罗斯之弟。可知他担任“宫内军家内官”，并为“总长”等级，但何时被授予的则未知。汉斯-约阿基姆·库恩（Hans-Joachim Kühn）认为他曾短期接任其兄的职务，R·吉扬（R.Guilland）则认为他是在罗曼诺斯一世在位早期或是其倒台后担任。               | [ 57 ] [ 58 ]        |
| 约翰·库尔库阿斯                                       | 922–944年                     | 罗曼诺斯一世                           | 罗曼诺斯一世的支持者，任“宫内军家内官”长达22年零7个月，在与阿拉伯人的战争中取得了巨大战果，944年罗曼诺斯诸子废黜其父后被免职。 | [ 58 ] [ 59 ] [ 60 ] |
| 潘泰里欧斯（Πανθεριος）                               | 944年                         | 斯蒂芬·勒卡佩诺斯、君士坦丁·勒卡佩诺斯 | 在罗曼诺斯一世被其子废黜后被任命，随着君士坦丁七世发动政变，他也被解职。 | [ 58 ] [ 61 ]        |
| 老巴尔达斯·福卡斯                                     | 945–954                       | 君士坦丁七世                           | 老尼基弗罗斯·福卡斯之子，老利奥·福卡斯之弟。它支持君士坦丁七世反抗勒卡佩诺斯家族的政变，因而被任命为“宫内军家内官”并升为“总长”，但他在战场上屡遭失败，954年被解职。                                                                            | [ 62 ] [ 63 ]        |
| 尼基弗罗斯·福卡斯                                     | 954–963                       | 君士坦丁七世                           | 老巴尔达斯·福卡斯之子，在其父被免职后接任“宫内军家内官”，在与阿拉伯人战争中数次取得重大胜利，963年罗曼诺斯二世死后，他进京夺权称帝，即尼基弗罗斯二世。                                                                                         | [ 63 ] [ 64 ] [ 65 ] |
| 小利奥·福卡斯                                         | 959–963                       | 罗曼诺斯二世                           | 尼基弗罗斯·福卡斯之弟，被罗曼诺斯二世任命为“西方家内官”，960-961年他在兄长进攻克里特岛时代理“东方家内官” ，兄长即位后他升任他职。 | [ 66 ] [ 67 ]        |
| 约翰·齐米斯克斯                                       | 963 – ?                       | 尼基弗罗斯二世                         | 尼基弗罗斯二世的外甥，在前者即位后被任命为“东部家内官”，但后被解职。969年他暗杀了尼基弗罗斯二世，自己即位称帝，即约翰一世。 | [ 68 ] [ 69 ]        |
| 罗曼诺斯·库尔库阿斯                                   | 963 – ?                       | 尼基弗罗斯二世                         | 约翰·库尔库阿斯之子，与尼基弗罗斯·福卡斯也有亲戚关系，他可能在后者在位时被任命为“西部家内官”。 | [ 70 ]               |
| 梅利阿斯                                              | 约972–973年                   | 约翰一世                               | 亚美尼亚裔将领，担任“东部家内官”，在973年的战役中兵败被俘。 | [ 68 ] [ 71 ]        |
| 小巴尔达斯·福卡斯                                     | 978–987年                     | 巴西尔二世                             | 小利奥·福卡斯之子，在约翰一世时期曾叛乱，但被击败囚禁。978年，巴西尔二世将他释放，并任命他为“东部家内官”，命他镇压叛乱，987年，他再度叛乱，989年战死。                                                                                         | [ 72 ]               |
| “矮子斯特法诺斯”（Κοντοστέφανος)                      | 约986年                       | 巴西尔二世                             | 在与保加利亚的战争中担任“西部家内官”，参与了以惨败告终的图拉真之门战役。 | [ 73 ]               |
| 尼基弗罗斯·奥拉诺斯                                   | 996–999年                     | 巴西尔二世                             | 巴西尔二世信任的将领，996年被任命为“西部家内官”，对阵保加利亚的萨缪尔，在997年的斯佩尔赫里奥斯战役中打败对手，999年改任他职。 | [ 73 ] [ 74 ]        |
| 尼霍劳斯（Νῑκόλᾱος）                                  | 1025–1028年, 1042–1044年(?)   | 君士坦丁八世 佐伊                      | 君士坦丁八世信赖的宦官，拥有“主席（πρόεδρος）”等级，并被任命为“陪寝者（παρακοιμώμενος）”与“宫内军家内官”，尽管后者理论上他不能出任。罗曼诺斯三世上台后将他解职，1042年女皇佐伊将他召回并任命为“东部家内官”，因在亚美尼亚作战表现不佳而被解职。 | [ 75 ]               |
| 西美昂（Συμεών）                                      | 1030 – ?                      | 罗曼诺斯三世                           | 君士坦丁八世信赖的宦官，在罗曼诺斯三世即位的过程中发挥了重要作用，1030年被任命为“东方家内官”。 | [ 76 ]               |
| 君士坦丁（Κωνσταντῖνος）                              | 1037–1041年 1041–1042年       | 米海尔四世 米海尔五世                  | 米海尔四世的兄弟，宦官，1037年被任命为“东部家内官”，1041年米海尔四世死后他被佐伊女皇罢免，之同年他的侄子米海尔五世又恢复了她的职务，1042年米海尔五世倒台后被罢免。                                                                             | [ 77 ] [ 78 ]        |
| 君士坦丁·卡巴西拉斯（Κωνσταντῖνος Καβάσιλας）         | 1042 – ?                      | 佐伊                                   | 反对米海尔五世的领袖之一，被佐伊女皇任命为“西方都督（δούξ）”。 | [ 79 ]               |
| 君士坦丁·阿里安尼特斯                                 | 约1048 – 1050年               | 君士坦丁九世                           | 在对抗佩切涅格人的战争中可能担任“西方家内官”，1050年在阿德里安堡附近战死。 | [ 80 ]               |
| 狄奥多罗斯（θεόδωρος）                                | 1054–1057年                   | 狄奥多拉                               | 狄奥多拉女皇信任的宦官，被任命为“东方家内官”与突厥人作战，后被派去镇压伊萨克·科穆宁的叛乱，但在佩特罗内战役中战败。 | [ 81 ]               |
| 约翰·科穆宁                                           | 1057 – ?                      | 伊萨克一世                             | 伊萨克一世之弟，其兄继位后被任命为“大家内官”并升为“宫殿主管（κουροπαλάτης）”。“大家内官”可能是后代史家的时代错置，他实际应该是“西方宫内军家内官”。                                                                                             | [ 82 ]               |
| 菲拉莱托斯·布拉哈米欧斯                               | 约1068 – 约1071年 1078 – ?    | 罗曼诺斯四世 尼基弗罗斯三世            | 亚美尼亚贵族，曾被罗曼诺斯四世任命为“东部家内官”，可能被米海尔七世罢免，后又被尼基弗罗斯三世重新任命。 | [ 82 ]               |
| 安德洛尼卡·杜卡斯                                     | 约1072年                      | 米海尔七世                             | 米海尔七世皇帝的堂兄弟，在内战中被任命为“东部家内官”去镇压罗曼诺斯四世。 | [ 83 ]               |
| 伊萨克·科穆宁                                         | 约1073年                      | 米海尔七世                             | 伊萨克一世的侄子，被任命为“宫内军家内官”前往与突厥人作战，但战败被俘。 | [ 83 ]               |
| 阿莱克修斯·科穆宁                                     | 1078–1081年                   | 尼基弗罗斯三世                         | 伊萨克一世的侄子，伊萨克·科穆宁之弟，被任命为“西方家内官”，负责镇压尼基弗罗斯·布林尼欧斯与尼基弗罗斯·巴西拉克斯的叛乱；1081年他发动政变推翻了尼基弗罗斯三世，自己成为皇帝，即阿莱克修斯一世。                                                  | [ 84 ] [ 83 ]        |
| 格雷戈里·帕库里阿诺斯                                 | 1081–1086年                   | 阿莱克修斯一世                         | 阿莱克修斯一世即位后被任命为“西方大家内官”，在1086年的战斗中战死。R·吉扬认为他可能是第一个正式被任命为“大家内官”的人。 | [ 85 ] [ 83 ]        |
| 阿德里亚诺斯·科穆宁                                   | 1086 – 1095年之后             | 阿莱克修斯一世                         | 阿莱克修斯一世之弟，1086年接替出任“西方大家内官”。 | [ 85 ]               |
| 阿莱克修斯·吉多斯                                     | 约1185年 约1194年             | 安德洛尼卡一世 伊萨克二世              | 1185年时是“东方大家内官”，1194年时是“西方家内官”，同年在阿卡第波利斯战役中惨败。 | [ 86 ] [ 87 ]        |
| 巴西尔·瓦塔采斯                                       | 1185年之后–1194年             | 伊萨克二世                             | 他娶了伊萨克二世的堂妹，1189年担任色雷斯西亚都督（δούξ）与“东方家内官”，1193年担任“西方家内官” ，1194年阵亡。 | [ 88 ] [ 87 ]        |
| 察穆普拉孔（Τζαμπλάκων）                              | 未知                          | 约翰三世                               | 阿莱克修斯·察穆普拉孔的父亲，在约翰三世时期拥有这个头衔。 | [ 87 ]               |
| 狄奥多托斯·卡洛泰托斯                                 | 约1254/1258年                 | 约翰三世或塞奥多利二世                 | 由塞奥多利二世写给他的一封信证实，1259年时，他担任色雷斯西亚军区将军。 | [ 87 ]               |
| 费兰·德奥内斯                                         | 约1304年                      | 安德洛尼卡二世                         | 加泰罗尼亚雇佣兵，被授予“宫内军家内官”的荣誉头衔，并短暂为拜占庭帝国服役。 | [ 87 ]               |
| 曼努埃尔·杜卡斯·拉斯卡里斯（Μανουήλ Δούκας Λάσκαρις） | 约1320年                      | 安德洛尼卡二世                         | 最后一个已知的持有者，在1320年并提及为“西部宫内军家内官”与塞萨洛尼基总督。 | [ 89 ]               |

此列表不包括仅有官印而没有其他证据证实的持有者，关于8-10世纪的这类人物，参见 Kühn 1991，第81–83頁.

## 引用
1. 1 2  Bury 1911，第50頁.
2. ↑  Bury 1911，第47–48頁.
3. ↑  ODB，"Scholae Palatinae" (A. Kazhdan), pp. 1851–1852.
4. 1 2  Oikonomides 1972，第329頁.
5. ↑  Guilland 1967b，第428頁.
6. ↑  Bury 1911，第51–57頁.
7. ↑  Bury 1911，第50–51頁.
8. ↑  Guilland 1967b，第428–429, 434, 445–446頁.
9. 1 2  Bury 1911，第51頁.
10. ↑  Kühn 1991，第84, 135ff.頁.
11. ↑  On the various variants of the titles used by the Byzantine writers, cf. Guilland 1967b，第429–430頁
12. ↑  Kühn 1991，第84–85頁.
13. ↑  Guilland 1967b，第431頁.
14. 1 2  Guilland 1967b，第435頁.
15. ↑  Guilland 1967b，第431–432頁.
16. ↑  Guilland 1967b，第430頁.
17. ↑  Guilland 1967b，第430–431頁.
18. ↑  ODB，"Domestikos ton scholon" (A. Kazhdan), pp. 647–648.
19. ↑  Oikonomides 1972，第334–335頁.
20. ↑  ODB，"Stratopedarches" (A. Kazhdan), pp. 1966–1967.
21. ↑  cf. Guilland 1967a，第405ff.頁
22. ↑  Guilland 1967a，第414–415頁.
23. ↑  Guilland 1967b，第454–455頁.
24. ↑  ODB，"Domestikos ton scholon" (A. Kazhdan), pp. 647–648; "Megas domestikos" (A. Kaxhdan), pp. 1329–1330.
25. ↑  Verpeaux 1966，第179頁.
26. ↑  Verpeaux 1966，第138頁.
27. ↑  Verpeaux 1966，第160頁.
28. ↑  Guilland 1967b，第435–436頁.
29. 1 2 3 4  Guilland 1967b，第436頁.
30. 1 2 3 4 5  Kühn 1991，第74頁.
31. ↑  Petros (#6046) （页面存档备份，存于） – Prosopography of the Byzantine World
32. ↑  Guilland 1967b，第436–437頁.
33. ↑  ODB，"Manuel" (P. A. Hollingsworth), p. 1289.
34. 1 2  Guilland 1967b，第437頁.
35. 1 2  Kühn 1991，第75頁.
36. 1 2 3  Guilland 1967b，第438頁.
37. ↑  Kühn 1991，第75, 76頁.
38. ↑  Kühn 1991，第76頁.
39. ↑  Kühn 1991，第76–77頁.
40. ↑  Guilland 1967b，第438–439頁.
41. ↑  Tougher 1997，第58, 204頁.
42. 1 2  Kühn 1991，第77頁.
43. 1 2  Guilland 1967b，第439頁.
44. ↑  Tougher 1997，第204–205頁.
45. ↑  Kühn 1991，第77–78頁.
46. 1 2  Guilland 1967b，第440頁.
47. ↑  Tougher 1997，第80–81, 85–86, 205頁.
48. 1 2  Kühn 1991，第78頁.
49. 1 2  ODB，"Doukas" (A. Kazhdan, A. Cutler), pp. 655–656; "Doukas, Andronikos" (A. Kazhdan), p. 657.
50. 1 2  Guilland 1967b，第439–440頁.
51. ↑  Tougher 1997，第208–210頁.
52. ↑  Kühn 1991，第78–79頁.
53. ↑  Guilland 1967b，第440–441頁.
54. 1 2 3  Kühn 1991，第79頁.
55. 1 2 3  Guilland 1967b，第441頁.
56. ↑  Kühn 1991，第79–80頁.
57. ↑  Guilland 1967b，第441–442頁.
58. 1 2 3  Kühn 1991，第80頁.
59. ↑  Guilland 1967b，第442–443頁.
60. ↑  ODB，"Kourkouas, John" (A. Kazhdan), p. 1157.
61. ↑  Guilland 1967b，第443頁.
62. ↑  Guilland 1967b，第443–444頁.
63. 1 2  Kühn 1991，第81頁.
64. ↑  Guilland 1967b，第444–445頁.
65. ↑  ODB，"Nikephoros II Phokas" (A. Kazhdan), pp. 1478–1479.
66. ↑  Guilland 1967b，第445頁.
67. ↑  ODB，"Phokas, Leo" (A. Kazhdan, A. Cutler), pp. 1667–1668.
68. 1 2  Guilland 1967b，第446頁.
69. ↑  ODB，"John I Tzimiskes" (A. Kazhdan, A. Cutler), p. 1045.
70. ↑  ODB，"Kourkouas" (A. Kazhdan), pp. 1156–1157.
71. ↑  ODB，"Melias" (A. Kazhdan, A. Cutler), p. 1334.
72. ↑  Guilland 1967b，第447–448頁.
73. 1 2  Guilland 1967b，第448頁.
74. ↑  ODB，"Ouranos, Nikephoros" (E. McGeer), pp. 1544–1545.
75. ↑  Guilland 1967b，第449頁.
76. ↑  Guilland 1967b，第449–450頁.
77. ↑  Guilland 1967b，第450頁.
78. ↑  Ringrose 2003，第191–192頁.
79. ↑  Garland 1999，第143, 145頁.
80. ↑  Guilland 1967b，第451頁.
81. ↑  Guilland 1967b，第452–453頁.
82. 1 2  Guilland 1967b，第453頁.
83. 1 2 3 4  Guilland 1967b，第454頁.
84. ↑  Guilland 1967a，第406頁.
85. 1 2  Guilland 1967a，第407頁.
86. ↑  Guilland 1967a，第408–409頁.
87. 1 2 3 4 5  Guilland 1967b，第455頁.
88. ↑  Guilland 1967a，第408頁.
89. ↑  Guilland 1967b，第455–456頁.